# Cryptandra tubulosa
Cryptandra tubulosa är en brakvedsväxtart som beskrevs av Edward Fenzl. Cryptandra tubulosa ingår i släktet Cryptandra och familjen brakvedsväxter. Inga underarter finns listade i Catalogue of Life.